# 워킹 온 더 차이니스 월
워킹 온 더 차이니스 월(만리장성을 걸으며 Walking On The Chinese Wall)은 록샌 시먼과 빌리 휴스가 작사, 작곡한 곡이다. 그들은 록샌 시먼이 중국에서, 빌리 휴스는 일본에서 각각 돌아오자마자 만났다. 동양의 정서에 영감을 받아 빌리 휴스는 록샌 시먼에게 그가 새로 작곡하고 있는 중국과 관련된 곡에 가사를 붙여달라고 부탁했다. 록샌 시먼은 북경 외곽에 있는 만리장성의 북문 위를 걸으며 이 곡의 가사를 썼다. 대학 시절 중국 예술과 문학을 공부한 그녀는, 사서삼경 중 하나인 역경(주역)과 중국 4대 고서 중 하나인 홍루몽에서 따온 구절을 가사에 넣었다.
‘워킹 온 더 차이니스 월’은 필립 베일리의 1984년 솔로 앨범인 ‘차이니스 월(만리장성 Chinese Wall)’의 타이틀곡이다.
1998년에 독일 소니뮤직은 ‘워킹 온 더 차이니스 월’이라는 제목의 필립 베일리 컴필레이션 앨범을 발매한다.

## 비디오
이 곡의 뮤직비디오는 덩컨 기븐스(Duncan Gibbons)가 감독했고, 남부 캘리포니아에서 제작되었다.

## 빌보드 차트 순위
| 국가                    | 최고 순위 |
| ----------------------- | --------- |
| 호주 (켄트 뮤직 리포트) | 26        |
| 네덜란드                | 25        |
| 뉴질랜드                | 18        |
| 영국 싱글 차트          | 34        |
| 미국 빌보드 핫 100      | 46        |
| 미국 핫 R&B/힙합        | 56        |

## TV 방영 라이브 공연
- 어메리칸 밴드스탠드(American Bandstand) (1985)
- 블랙 골드 어워즈(Black Gold Awards) (1986)[9]
- 솔리드 골드(Solid Gold)(TV 시리즈) (1985)
- 투데이쇼(Today Show) (NBC) (1985)

## TV 공연
- 딕 클락의 섬머 록앤롤(Dick Clark's Summer Rock 'n Roll)
- ESPN 비치스페셜(ESPN Beach Special)
- 판타스틱 브라질(Fantastico Brazil)

## 다른 버전
- 호주 TV 버라이어티 프로그램 ‘영 탤런트 팀(The Young Talent Team)’에 삽입
- 1992년 여름, 이탈리아 댄스 아티스트인 ‘인디애나(Indiana)'가 크리스티아노 말지오글리오(Christiano Malgioglio)가 프로듀싱한 이 곡의 스페인어 버전 발표
- 유로댄스 그룹인 ‘더블 유(Double You)’의 1990년 앨범에 이 곡의 댄스 버전 수록[5]